# Casey's Birthday

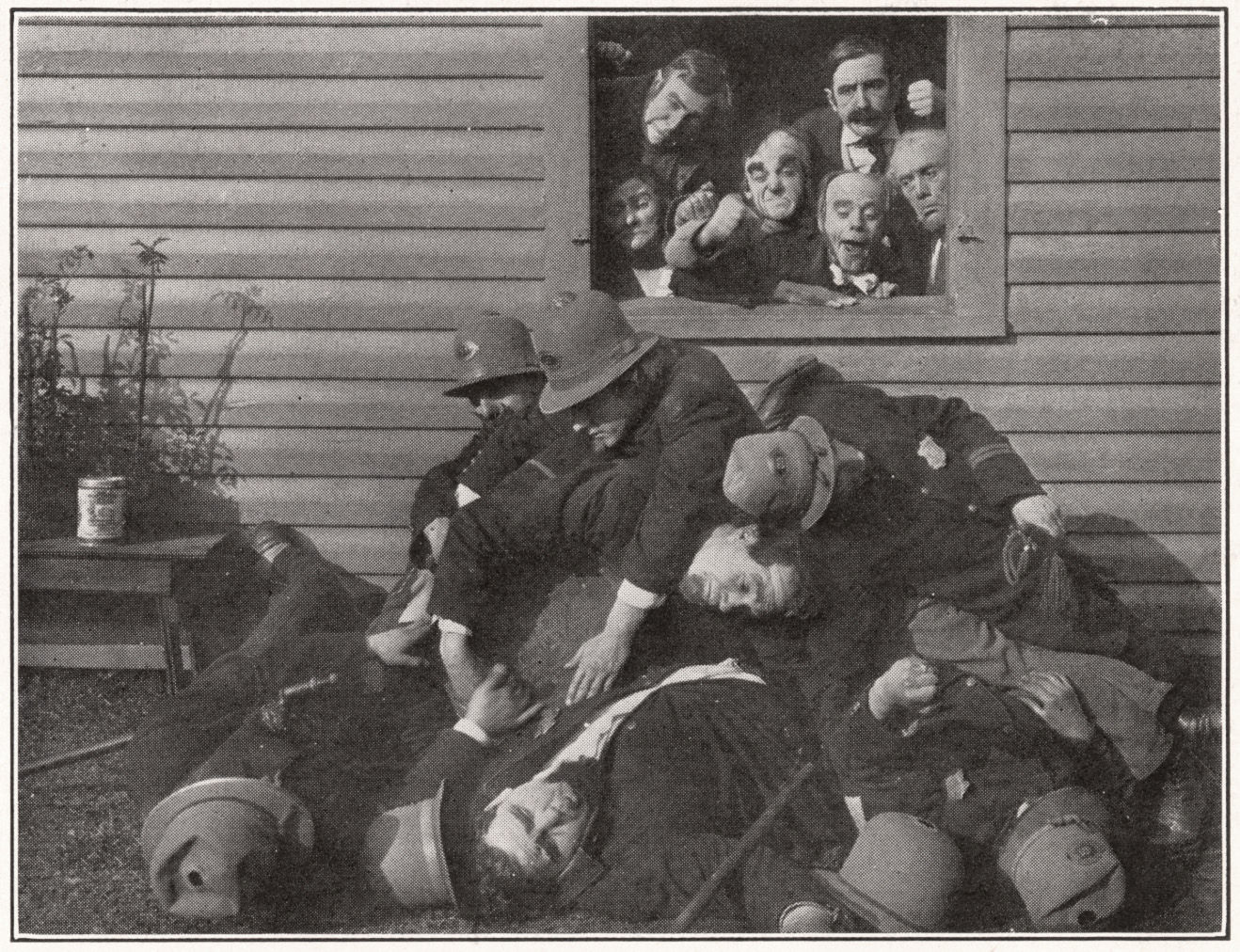
Photo promotionnelle pour le film.

Casey's Birthday est un film muet américain sorti en 1914.

## Synopsis
Mrs Casey a organisé une soirée pour l'anniversaire de son mari, mais celui-ci rentre ivre et commence à chercher des noises aux invités…

## Fiche technique
- Titre : Casey's Birthday
- Scénario : Charles Barney
- Production : Siegmund Lubin pour Lubin Manufacturing Company
- Distribution : General Film Company
- Genre : Comédie
- Dates de sortie : 
  - États-Unis : 5 mai 1914

## Distribution
- Charles Barney : Daniel Casey
- Mae Hotely : Mrs Casey
- Billy Bowers : Mike Dooley
- Oliver Hardy : un policier